# Re-Master Piecies
Re-Master Piecies er et opsamlingsalbum af den danske gruppe Gangway, udgivet i Japan i 2002. Albummet blev udgivet på det japanske selskab Hammer Label, der blev oprettet i 1991 med det ene formål at udgive Gangways musik i Japan. Re-Master Piecies indeholder numre fra albummene The Twist, Sitting in the Park og  Quiet Edit + samt fra gruppens to første singler.

## Spor
Alt tekst og musik er skrevet af Henrik Balling, undtagen "Out on the Rebound from Love" og "Yellow" tekst af Allan Jensen. 
1. "Going Away (the Maestro Mix)" (fra Quiet Edit +, 1992)
2. "Out on the Rebound from Love" (single, 1985)
3. "Yellow" (fra The Twist, 1984)
4. "My Girl and Me" (fra Sitting in the Park, 1986)
5. "This Can't Be Love" (fra Sitting in the Park, 1986)
6. "Paris, Mexico" (b-side til "Out on the Rebound from Love", 1985)
7. "On the Roof" (fra The Twist, 1984)
8. "The Party is Over" (fra Sitting in the Park, 1986)
9. "The Loneliest Being" (fra The Twist, 1984)
10. "Once Bitten, Twice Shy" (single, 1985)
11. "Can You Believe This?" (b-side til "Once Bitten Twice Shy", 1985)
12. "Don't Ask Yourself (Re Oldish)" (fra Quiet Edit +, 1992)
13. "Sitting in the Park" (fra Sitting in the Park, 1986)
14. "Bound to Grow Up" (fra Sitting in the Park, 1986)
15. "Going Away (Reprise)" [aka "Going Away (TV Mix - for Weather Forecast)"] (fra Quiet Edit +, 1992)

## Personel
- Tatsuhiko Mori – kompileret af
- Hitoshi Odajima – cover
- Keiko Ueda – mastering